# ロングターム・キャピタル・マネジメント
ロングタームキャピタルマネジメント（英語：Long-Term Capital Management、略称：LTCM）は、1994年から1999年まで存在したヘッジファンド。
かつてコネチカット州に本部をおいていた。運用チームにマイロン・ショールズなどのノーベル経済学賞受賞者らを集め、高度な金融工学理論を駆使して、組成から数年は驚異的な成績を記録した。しかし取引債券のわずかな金利差から収益を得るために巨大なレバレッジをかけていたため、アジア通貨危機の結果起きた市場の大変動を吸収しきれず破綻した。

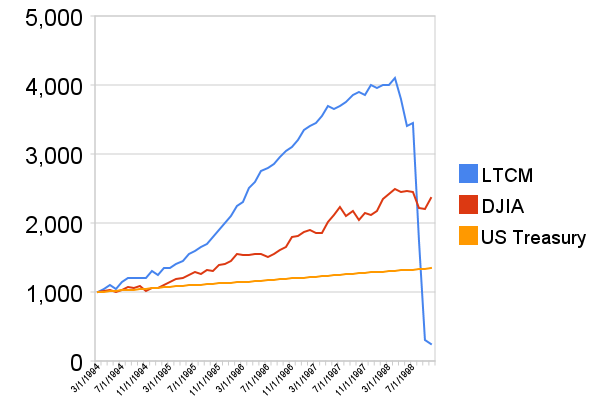
LTCMの資産推移。赤は株式、橙は米国債のインデックス

## 創業時の資金集中
LTCMはソロモン・ブラザーズ（現在はシティグループの一ブランド）で活躍していたジョン・メリウェザーの発案によりアメリカ合衆国コネチカット州に設立され、1994年2月24日に運用を開始した。LTCMの取締役会は「ドリームチーム」と呼ばれ、FRB元副議長デビッド・マリンズ（David W. Mullins Jr.）や、マイロン・ショールズとロバート・マートンといった著名人を加えていた。世界各国の機関投資家と富裕層から、LTCMは当初で12億5000万USドルを集める事に成功した。
出資者は多岐にわたる。後述する救済融資に参加した金融機関の他、香港土地開発局、シンガポール政府投資公社、台湾銀行、バンコク銀行、クウェート国営年金基金、イタリア銀行、住友銀行などがLTCMに投資していた。著名人では、ハリウッドエージェントのマイケル・オビッツ、ナイキのCEOであったフィル・ナイト、ベアー・スターンズCEOのジェームズ・ケインなどが多額の資金をLTCMに提供した。さらにはセント・ジョンズ大学、イェシバ大学、ピッツバーグ大学なども提供した。

## 当初4年間の成功
LTCMは金融工学、すなわち統計学的な最適解であるシンプレックス法を資金運用に駆使した。その運用方針は、流動性の高い債券がリスクに応じた価格差で取引されていない事に着目し、実力と比較して割安と判断される債券を大量に購入し、反対に割高と判断される債券を空売りするもの（レラティブ・バリュー取引）であった。コンピュータを用いて多数の銘柄について自動的にリスク算出、判断を行って発注するシステムを構築した。また、個々の取引では利益が少ないことから、レバレッジをかけて発注量を増やし利益の拡大を図った。

## 経営危機
1997年に発生したアジア通貨危機と、その煽りを受けて1998年に発生したロシア財政危機が状況を一変させた。投資家が東南アジア諸国から証券投資を引き揚げつつあったところへロシアが8月17日に短期国債の債務不履行を宣言したので、新興国の債券・株式は危険であるという認識が急速に広がったのである。LTCMはロシア国債が債務不履行を起こす確率は100万年に3回（シックス・シグマ）だと計算していた。LTCMのポジションは、新興国に対する投資家の動揺が数時間から数日の内に収束し、いずれ新興国の債券・株式の買い戻しが起こることを前提としていたが、事態は逆へと展開した。
結果としてLTCMの運用は破綻し、資産総額が下がり始めてから約8ヶ月の間で1994年の運用開始時点の額を下回り、1998年9月18日頃には誰の目にも崩壊寸前である事が明らかとなった。損失の合計46億USドルの内訳は、ゴールドマン・サックスの調査で明らかになった。特に巨額であったポジションを掲げる。
- ロシアなどの新興市場で4億3000万ドル
- 相場の上下に直接賭けたポジションで3億7100万ドル
- ペアトレードで3億600万ドル
- David Modest[注釈 3]による株式指数・ボラティリティ・トレード[注釈 4]で13億1400万ドル
- 債券裁定取引の16億2800万ドル（LTCMで最もコアだった取引）[6]

## 救済融資
前述の通りLTCMは欧米の金融機関から投資された47.2億USドルを元手に、25倍のレバレッジをかけて、1290億USドルもの資金を運用しており、さらには1.25兆USドルに上る取引契約を世界の金融機関と締結していた。そのためLTCMが崩壊すると、ただでさえ前述の経済危機により不安定となっていた金融市場に多大な影響を与え、恐慌への突入も危惧された。
ニューヨーク連邦準備銀行副総裁のピーター・フィッシャーは、LTCMが世界中のいたるところで同じスプレッド取引を行っていることに気がついた。その成功を見た多くの金融機関がLTCMの運用手法を模倣しており、それらも多大な損失を生み出していた状況であったため、手口は余計に目立った。模倣者は事実上のステークホルダーであった。
1998年9月23日、バークシャー・ハサウェイ、アメリカン・インターナショナル・グループ、そしてゴールドマン・サックスがLTCMの買収を提案した。これをLTCMは拒否したので、結局LTCMに資金を提供していた14銀行が、LTCMに最低限の資金（36億2500万USドル）を融通し、当面の取引を執行させることになった。一私企業の救済は自由経済の原則にそぐわないとして、計画に反対する声もあった。FRB議長アラン・グリーンスパンは短期金利のFFレートを1998年9月からの3ヶ月間で3回引き下げるという異常なまでの急速な対応をとり、LTCM破綻危機により拡大した金融不安の沈静化を図った。
救済融資（Bailout）のシンジケート内訳は次のとおりであった。ベア・スターンズは参加を拒否。参加者はゴールドマン・サックス、JPモルガン、メリル・リンチ、モルガン・スタンレー、クレディ・スイス、UBS、ソロモン・ブラザーズ、バンカース・トラスト、ドイツ銀行、チェース・マンハッタン、バークレー・キャピタル、ソシエテ・ジェネラル、リーマン・ブラザーズ、パリバ。

## その後
LTCMに対する救済融資は恐怖指数を証券化したレポ借入とバリュー・アット・リスクを利用し、
日銀特融のような単純な緊急融資ではなかった。一般的にヘッジファンドは従業員個人の才覚が収益を支えるので、パートナー（運用者）らは融資が返済されるまで3年間は退職することが許されず、ボーナスや運用報酬はほとんどゼロという、トレーダーとしては屈辱的な契約を結ばされた。ノウハウはすっかり流出してしまった。
ウォール街ではシンジケート団の株が売りを浴びた。1998年の年初から10月初旬を比べた株価は、メリル・リンチで1/4下落、リーマン・ブラザーズは4割も下落した。ゴールドマン・サックスは株式公開中止に追い込まれた。この年、UBSの会長はLTCM崩壊に起因する7億8000万ドルの損害を出して辞職した。LTCMはNHKから取材を受けていたが、同年11月「マネー革命」で放送された。LTCMに対する救済融資のうち9割が1999年中に返還され、翌年までにLTCMは清算された。
発案者のジョン・メリウェザーは、LTCMを清算した直後「JWMパートナーズ」という新しいヘッジファンドを開業し、2007年2月に起きた上海ショックの局面では円高トレンドに乗じた「円キャリーの巻き戻し」（売りポジションの円を買い戻すこと）による為替取引で利益をあげた。しかし、世界金融危機が起きて同年9月から2009年2月までに、Relative Value Opportunity II fundで44％の損害を出し、2009年7月に閉鎖された。